# Pioneer 5
Pioneer 5 (connu aussi sous le nom de Pioneer P-2 et Able 6) est une sonde spatiale de la NASA chargée d'étudier l'espace interplanétaire entre la Terre et Vénus. Les données sont reçues jusqu'au 30 avril 1960. Parmi les autres réalisations, la sonde confirme l'existence de champs magnétiques interplanétaires. Pioneer 5 est la sonde la plus réussie du programme Pioneer / Able. 

## Mission
La mission initiale est un survol la planète Vénus, mais des problèmes techniques empêchent le lancement prévu en novembre 1959 jusqu'au début de 1960, date à laquelle la fenêtre de lancement vers Vénus pour l'année 1960 se ferme. Comme il n'est plus possible d'envoyer la sonde vers Vénus, Pioneer 5 mène une étude sur le milieu interplanétaire entre la Terre et Vénus. La mission vers la planète Vénus doit attendre encore trois ans.

## Description de la sonde interplanétaire
Pioneer 5 est une sonde spatiale, stabilisé par rotation, utilisée pour étudier le milieu interplanétaire entre les orbites de la Terre et de la planète Vénus. La sonde mesure les phénomènes de champ magnétique, les particules d'éruption solaire et l'ionisation dans le milieu interplanétaire. 
La sonde est équipée de deux émetteurs, un de 5 watts et le principal de 150 watts, qui émet sur 378 MHz.
Les données numériques sont transmises à 1,8 et 64 bits/s, en fonction de la distance entre la sonde et la Terre et la taille de l'antenne de réception. Les limitations de poids sur les cellules photovoltaïques empêchent le fonctionnement continu des émetteurs de télémétrie. Environ quatre opérations d'une durée de 25 minutes chacune sont programmées par jour, avec des augmentations occasionnelles durant les périodes ayant un intérêt particulier. Au total, 138,9 heures d'opérations sont effectuées et plus de 3 millions de bits de données sont reçus. La majeure partie des données est reçue par les stations de poursuite de Manchester et de Hawaï, leurs antennes fournissant une réception par grille.

## Description des instruments
La sonde est équipée de quatre instruments, d'un poids total de 18,1 kg :
- Chambre d'ionisation et tube Geiger-Müeller (Ion Chamber and Geiger-Müeller Tube), cette expérience consiste en une chambre d'ionisation de type Neher et un compteur Geiger de type Anton 302. Le compteur Geiger est monté sur l'axe de rotation de la sonde spatiale. En raison du blindage des détecteurs, la chambre d'ionisation répond de manière quasi omnidirectionnelle aux protons supérieurs à 25 MeV, tandis que le compteur Geiger répond de manière quasi omnidirectionnelle aux protons supérieurs à 35 MeV. Les seuils d'énergie pour les réponses quasi-omnidirectionnelles aux électrons sont d'environ 1,6 et 2,9 MeV pour la chambre d'ionisation et le compteur Geiger, respectivement. Les comptages du compteur Geiger et les impulsions de la chambre d'ionisation sont accumulés dans des registres séparés et télémétrés par des systèmes analogiques et numériques. L'expérience se déroule normalement du lancement au 17 mai 1960. Le bruit de télémétrie limite la période de données utiles du lancement au 29 avril 1960 ;
- Magnétomètre à bobine de recherche (Search-Coil Magnetometer), magnétomètre similaire à ceux sur la sonde lunaire Pioneer 1 et le satellite scientifique Explorer 6, est conçu pour étudier le champ magnétique interplanétaire. Le détecteur consiste en une seule bobine de recherche montée sur la sonde interplanétaire de manière à mesurer le champ magnétique perpendiculaire à l’axe de rotation de la sonde spatiale. Le magnétomètre peut mesurer des champs de 1 microgauss à 12 milligauss. Aucun étalonnage en vol n'est prévu. L'expérience a à la fois des sorties numériques et analogiques. L'amplitude et la phase du magnétomètre sont échantillonnées en continu pour la transmission analogique et par intermittence (toutes les 96, 12 et 1,5 seconde, selon le débit binaire de la sonde spatiale) pour la transmission numérique. Environ 21 000 lectures numériques de l'amplitude du champ magnétique sont obtenues. Les dernières données sont prises le 6 mai 1960. Cependant, aucune information n'est obtenue sur l'angle de phase du champ autour de l'axe de rotation ;
- Spectromètre à micrométéorites (Micrometeorite Spectrometer), un détecteur à micrométéorites, est utilisé pour mesurer le nombre et l'impulsion des particules de poussière météoritiques à différentes distances entre les orbites de la Terre et de Vénus. Les sorties des microphones piézoélectriques sont connectées en parallèle à l'électronique, de sorte qu'il n'est pas possible de dire lequel des détecteurs individuels est touché. L'expérience n'a produit aucune donnée significative car le système de données est saturé et ne fonctionne pas correctement comme compteur d'impulsions du détecteur à micrométéorites ;
- Télescope compteur proportionnel (Proportional Counter Telescope), omnidirectionnel à triple coïncidence est utilisé pour observer le rayonnement terrestre et les particules solaires (protons > 75 MeV, électrons > 13 MeV). Les mesures sont obtenues pendant environ 2 mois, au cours desquels une semaine de conditions de champ magnétique au repos suivies de deux orages géomagnétiques étroitement espacés dans le temps se produit. La date de transmission de la dernière information utile est le 16 mai 1960.

## Déroulement de la mission
Le 11 mars 1960 depuis la base de lancement de Cap Canaveral, le lanceur Thor-Able lance Pioneer 5 qui fonctionne normalement jusqu'au 30 avril 1960, puis la transmission télémétrique devient trop rare pour permettre un ajout significatif de données. La sonde interplanétaire établit une liaison avec la Terre à une distance record pour l'époque de 36,4 millions de kilomètres, le dernier jour de sa transmission, le 26 juin 1960 à 11 h 31 TU. La sonde interplanétaire Pioneer 5 reste sur une orbite héliocentrique variant entre 120,5 millions de km et 148,5 millions de km, inclinée à 3,35° sur l'écliptique, décrite en 312 jours.